# Томази, Анри
Анри́ Томази́ (фр. Henri Tomasi; 17 августа 1901, Марсель — 13 января 1971, там же) — французский композитор и дирижёр.

## Биография
Анри Томази родился в семье выходцев с Корсики Ксавье Томази и Жозефины Винчентини. Его отец был почтальоном и флейтистом-любителем. Он начал заниматься музыкой в родном городе Марселе в возрасте 5 лет. В 1921 году Томази продолжил образование Парижской консерватории. Его учителями были Жорж Коссад (контрапункт), Поль Видаль (композиция), Венсан д’Энди и Филипп Гобер (дирижирование). Во время учёбы Томази был удостоен рядом наград как дирижёр и композитор. В дальнейшем он выступал как дирижёр с ведущими оркестрами Франции. С 1930 по 1935 год он возглавлял оркестр Парижского радио, с 1946 по 1950 год был главным дирижёром оперного театра в Монте-Карло. В 1952 году получил «Большую французскую музыкальную премию». Анри Томази скончался в 1971 году. Согласно его завещанию, Томази был похоронен в Авиньоне. В 2001 году, во время празднования столетия композитора, его прах был перезахоронен на родине его предков на острове Корсика.

## Произведения

### Сценические произведения

#### Оперы
- «Атлантида» (1954)
- «Дон Жуан де Маньяра» (1956, по драме Оскара Милоша)
- «Корсиканец Сампьеро» (1956)
- «Триумф Жанны» (1958)
- «Морская тишь» (1963)

#### Балеты
- «Деревенская скромница» (La Rosière du Village) (1936)
- «Камбоджийская феерия» (1952)
- «Гризи» (1953)

### Сочинения для симфонического оркестра
- Симфония (1943)
- Симфонические поэмы

### Сочинения для солирующего инструмента и оркестра
- Концерты для флейты с оркестром (1947)
- Концерт для трубы с оркестром (1948)
- Концерт для саксофона с оркестром (1949)
- Концерт для альта с оркестром (1950)
- Концерт для кларнета с оркестром (1953)
- Концерт для валторны с оркестром (1955)
- Концерт для тромбона с оркестром (1956)
- Концерт для фагота с оркестром (1961)
- Концерт для гитары с оркестром (в память об убитом поэте Ф.Г. Лорки) (1967)
- Концерт для скрипки с оркестром (1968)
- Концерт для виолончели с оркестром (1968)

### Камерная музыка
- Квинтет для деревянных инструментов
- Секстет для духового квинтета, расширенного альтовым саксофоном
- Сельский концерт для гобоя, кларнета и фагота
- Трио для струнных
- «Корсиканский дивертисмент» для трио деревянных
- Фортепианные пьесы
- Песни
- Литургические фанфары для медного оркестра